# Megan Jastrab
Megan Jastrab (Apple Valley, Califórnia, 29 de janeiro de 2002) é uma ciclista estadounidense que atualmente corre para a equipa de seu país de categoria UCI Women's Team a Rally UHC Cycling.

## Trajectória
No ano 2019 consagra-se campeã mundial de Estrada feminina junior nos campeonatos mundiais de Ciclismo em Yorkshire 2019.

## Palmarés em Estrada
2019 (como júnior)
- Campeonato dos Estados Unidos em Estrada Júnior
- 2° no Campeonato dos Estados Unidos em Contrarrelógio Junior
- Healthy Ageing Tour Juniors, mais 2 etapas
- Piccolo Troféu Alfredo Binda, Júniors
- Campeonato Mundial em Estrada Júnior

## Palmarés em Pista
2019 (como júnior)
- Campeonato Mundial de Ciclismo em Pista
  -  Medalha de Ouro em Omnium (U17)
  -  Medalha de Ouro em Madison (U17) (com Zoe Ta-Perez)

## Equipas
- Rally UHC Cycling (2019-)